# Schneider Trophy

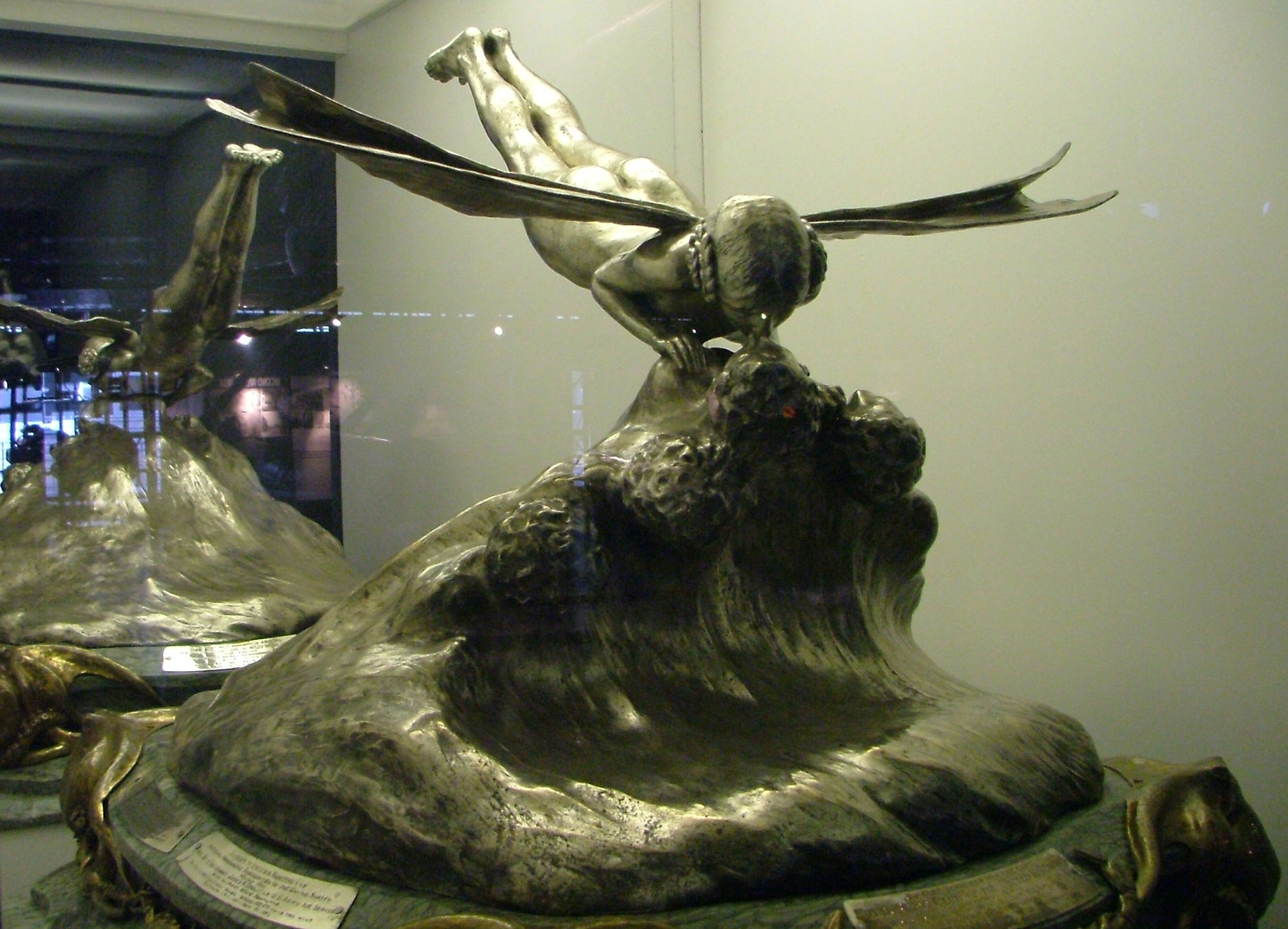
De Schneider Trophy in het Science Museum te Londen

De Schneider Trophy, officieel Coupe d'Aviation Maritime Jacques Schneider, is een trofee die op 5 september 1912 werd gecreëerd door Jacques Schneider, een Franse luchtvaartenthousiast.
Jacques Schneider was ervan overtuigd dat watervliegtuigen het meest gebruikt type toestel zou worden in de burgerluchtvaart. Om de burgerluchtvaart te promoten organiseerde hij een competitie voor watervliegtuigen waarbij de winnaar 25.000 goudfranken ontving en een trofee van dezelfde waarde. Deze wedstrijd werd tussen 1913 en 1931 elfmaal georganiseerd. Alhoewel het Schneiders bedoeling was de technische vooruitgang te stimuleren evolueerde het tot een wedstrijd waarbij de deelnemers zo snel mogelijk een driehoekig parcours van 280 km (later 350) aflegden. De focus lag op sterke motoren, lichtgewicht constructies en lage luchtweerstand. Meer praktische problemen voor de burgerlichtvaart als een groter bereik en vliegen op grote hoogte werden genegeerd en aan andere ontwerpers overgelaten.
De ontwikkeling van de snelheid was indrukwekkend. In 1913 lag de gemiddelde snelheid nog op 74 km/u, maar in 1931 was dit al gestegen naar 547 km/u dit betekent een ruimschootse verzevenvoudiging in 18 jaar tijd. De Curtiss R3C-2 was de laatste dubbeldekker die de wedstrijd won.
De wedstrijd was zeer populair en trok vaak meer dan 200.000 toeschouwers. De eerste race werd gehouden in Monaco en de winnaar organiseerde de volgende race. De wedstrijd werd gesuperviseerd door de Fédération Aéronautique Internationale en de Aero Club van het organiserend land. Na drie opeenvolgende overwinningen werd de winnaar definitief eigenaar van de trofee. Op 13 september 1931 kwam deze wedstrijd tot een einde met de derde overwinning van Engeland.
De technische vooruitgang die bij het ontwerpen en bouwen van de deelnemende vliegtuigen werd geboekt had ook sterke weerslag op de militaire vliegtuigontwerpen. De winnaar van de editie 1929, de Supermarine S.6B lag mee aan de basis van de Supermarine Spitfire.
| Datum | Locatie           | Winnend vliegtuig           | Foto | Natie               | Piloot               | Snelheid (km/u) |
| ----- | ----------------- | --------------------------- | ---- | ------------------- | -------------------- | --------------- |
| 1913  | Monaco            | Deperdussin Coupe Schneider |      | Frankrijk           | Maurice Prevost      | 73,56           |
| 1914  | Monaco            | Sopwith Tabloid             |      | Verenigd Koninkrijk | Howard Pixton        | 139,74          |
| 1920  | Venetië, Italië   | Savoia S.12                 |      | Italië              | Luigi Bologna        | 170,54          |
| 1921  | Venetië, Italië   | Macchi M.7bis               |      | Italië              | Giovanni de Briganti | 189,66          |
| 1922  | Napels, Italië    | Supermarine Sea Lion II     |      | Verenigd Koninkrijk | Henri Biard          | 234,51          |
| 1923  | Cowes, VK         | Curtiss CR-3                |      | Verenigde Staten    | David Rittenhouse    | 285,29          |
| 1925  | Baltimore, VS     | Curtiss R3C-2               |      | Verenigde Staten    | James Doolittle      | 374,28          |
| 1926  | Hampton Roads, VS | Macchi M.39                 |      | Italië              | Mario de Bernardi    | 396,69          |
| 1927  | Venetië, Italië   | Supermarine S.5             |      | Verenigd Koninkrijk | Sidney Webster       | 453,28          |
| 1929  | Calshot Spit, VK  | Supermarine S.6             |      | Verenigd Koninkrijk | Richard Waghorn      | 528,89          |
| 1931  | Calshot Spit, VK  | Supermarine S.6B            |      | Verenigd Koninkrijk | John Boothman        | 547,31          |

## Nieuwe opstart
Vanaf 1981 werd de race opnieuw georganiseerd, ditmaal door de Royal Aero Club. De trofee die wordt uitgereikt is een kopie van het originele werk. De wedstrijd ging ieder jaar door te Bembridge op het Isle of Wight. In 2010 werd de race geannuleerd omdat twee vliegtuigen met elkaar in botsing kwamen op de dag voor het evenement. Bij deze crash kwamen twee mensen om. 